# ホンダ・VT
VT（ブイティー）は、本田技研工業がかつて製造販売した排気量250ccクラスのオートバイで使用されたシリーズ商標である。
本項ではメイン車種となったVT250Fのほか、派生する姉妹車種・後継車種のVT250Z・VTZ250・VT250SPADA・XELVIS・VTRについても解説を行う。

## 概要

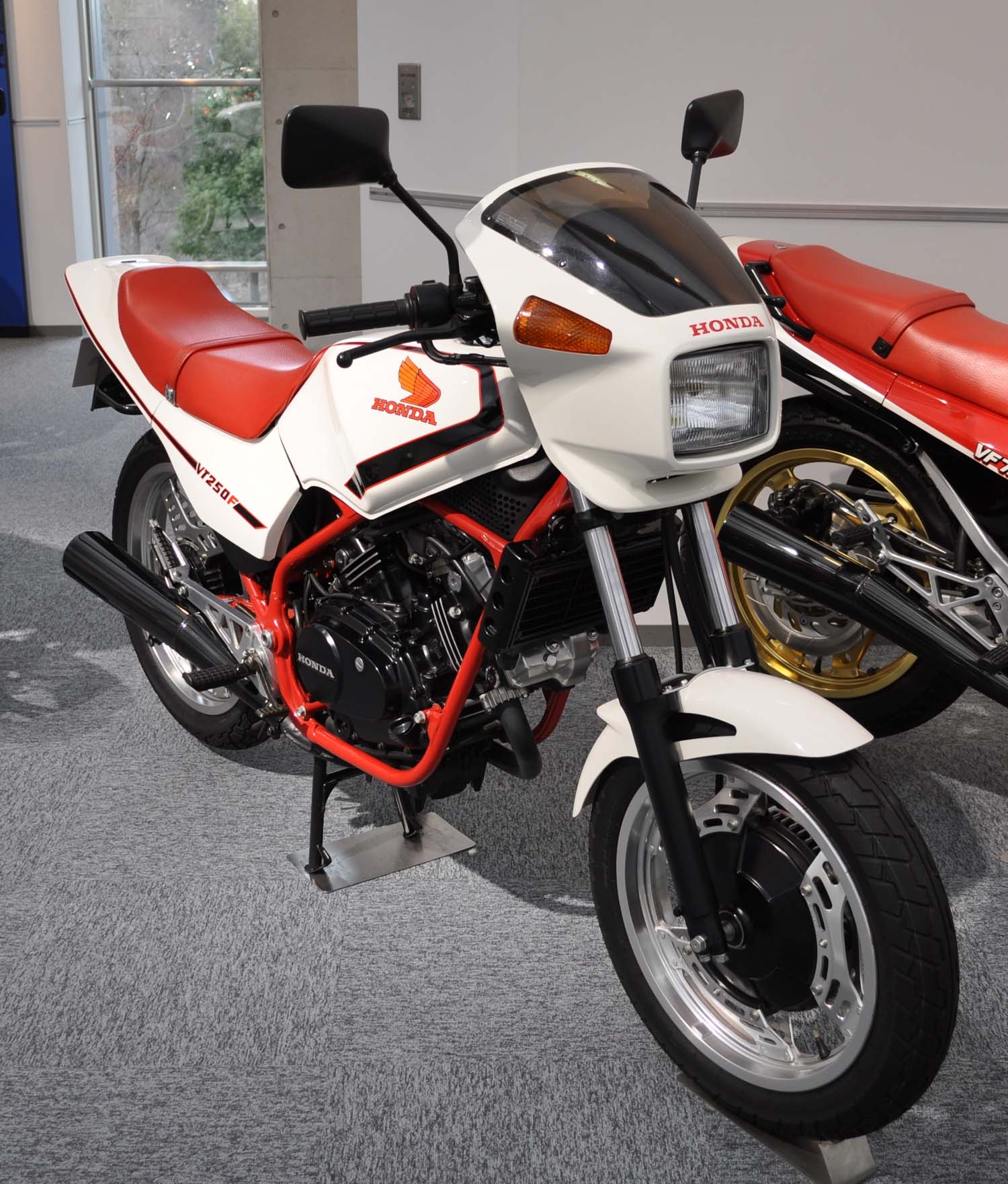
VT250F

商標は、搭載される水冷4ストローク4バルブDOHCV型2気筒エンジン=V TWINにちなむ。各モデル共通事項は上述エンジンを250ccクラス専用フレームに搭載するロードスポーツタイプモデルである。

### 開発までの経緯
1975年の自動二輪車免許制度改正以降に免許を取得した者が400cc超のオートバイを運転をする場合は、運転免許試験場での技能試験または自動二輪免許（中型限定）取得者の限定解除審査合格者のみ交付され、しかも合格者数は概ね全受験者の1%程度という難関からバイク市場は400ccクラスが主力となった一方で当時の250ccクラスは400ccクラスの廉価版のイメージが強く、国産4社では400ccモデルとフレームを共用する姉妹車として250ccモデルをラインアップしていた。しかし、こちらも1978年のスズキRG250や1979年のカワサキZ250FTに続き、本田技研工業も空冷4ストローク4バルブSOHC単気筒エンジンを搭載するCB250RSで250ccクラス専用フレームモデルを発売したが、同車のトルクフルなエンジンと軽量な車体による高い加減速力や旋回性など実際の走行性能はともかく、400ccモデルと比肩するほどのカタログスペックは得られなかった。
そのような状況下でヤマハはレーサーTZ250の技術をフィードバックした2ストロークエンジン搭載モデルとなるRZ250を1980年8月に発売。車検がなくて維持費が安く、高速道路も走れる必要十分な速さを兼ね備える250ccクラスが注目を浴びるようになった一方で当時の本田技研工業は2輪レースに4ストロークエンジンで勝つことをテーマとして楕円ピストンを採用した競技専用車NRの開発を続けていたが、ヤマハが得意とする2ストロークエンジンに対して同社が得意とする4ストロークエンジンの争いをレースだけでなく市販車にも拡大する展開を採ることになり、1982年にNRの技術を含め多くの新機軸を盛り込んで発売されたのがVT250Fである。

### 販売開始後の展開
1970年代後半から発生した250ccクラス専用フレーム搭載モデルもRZ250と本モデルによりレーサーからのフィードバックという進化によるパワー競争という側面を加えたことにより、それまで前提であった「250ccは400ccのお下がり」というタガがはずれ、250cc市場に本格的なスポーツモデルを各社が投入を始め空前のクォーターブームを興した。このためVTシリーズは、発売後34か月の短期間で軽二輪(125cc超250cc以下)クラスでは、日本で初めて販売累計10万台を達成、56か月では国内登録台数累計144,553台を記録したヒット車両でもある。また1986年にはグッドデザイン賞も受賞した。これには1983年のRZ250がモデルチェンジされたのを受け、1984年にVT250Fもパワーアップや品質向上を目的にしたフルモデルチェンジを実施するなど、過熱するクォーターブームに遂次対応していたことも要因のひとつと言える。
しかし、1985年にヤマハがFZ250フェーザーを投入すると250ccクラスは4ストローク直列4気筒を主流としたブームが到来する。本田技研工業でも直列4気筒モデルのCBR250シリーズの開発が始まり、VT250Fは250ccフラグシップモデルならびにスーパースポーツとしての役目を終える。
また一方でトルク特性が扱いやすいこと、車幅が狭いこと、エンジンの耐久性が非常に高いことなどからバイク便などのプロライダーからも高い支持を得て、事業用緑ナンバーで登録された車両も多かった。原型モデルが開発されて30年以上経過した2010年代でも基本設計が同一のエンジンを搭載するVTR250が製造販売されていたが、2016年7月1日に施行された欧州Euro4とWMTCを参考とした規制値および区分の平成28年自動車排出ガス規制に対応させず、平成18年規制に基く継続生産車である本モデルは2017年8月31日をもって生産終了となった。

## 車両解説
※本項では、最初期型のVT250Fについて解説を行う。その後の改良・変更については#型式別詳細を参照のこと。
全長x全幅x全高は2,000x750x1,175（mm）、ホイールベースは1,415mm、キャスター角26.5°・トレール91mm・シート高780mmに設定され、フレームは鋼管パイプによるダブルクレドール型を採用するほか、冷却水路を兼ねた左側ダウンチューブが取り外し可能な構造とした。

### エンジン
MC08E型水冷4ストローク4バルブDOHC90°バンクV型2気筒エンジンを搭載する。同エンジンは内径x行程=60.0x44.0（mm）のショートストローク設計。無接点式トランジスタ点火装置を採用し、圧縮比は11.0に設定。排気量248ccから最高出力35ps/11,000rpm・最大トルク2.2kgf・m/10,500rpmのスペックをマークする。また変速機は左足動式6速マニュアルトランスミッションを、クラッチは油圧式を搭載する。
- 当時のWGPレギュレーションで認められていた500ccクラスに過給機付き250ccエンジンでの参戦に挑戦する計画があり、本田技研工業はNR500用楕円ピストンV型4気筒エンジンを縦に二分割してNR250 TURBOを開発した。同モデルにはターボチャージャーを搭載し150psの出力を得たが計画は中止された。本エンジンはその開発で得た技術をフィードバックしている。当初はVT250Fもターボ装着モデルも開発されたが、あまりにも高性能で運輸省（現・国土交通省）から認可がおりなかった経緯がある。

冷却方式は、それまで250ccクラスでは2ストロークエンジンでしか採用実績がなかった水冷を前提にして設計されたが、これは以下の理由によるものである。
- V型エンジンでは後方シリンダーに充分な冷却風が当たらないため空冷では冷却不足になるため。
- エンジン全体の温度ムラを少なくし肉厚を薄くするため。

また初期モデルではラジエーターには電動ファンが付属しており、停止時のアイドリングや渋滞時など、水温が上がると自動的に回る構造としたほか、シリーズ車種の多くには水温計が装備された。
動弁機構がV型DOHCのためカムシャフトは計4本となるほか、1気筒あたり4バルブのため計8本のバルブは、カムシャフトからすべてロッカーアームを介してプッシュされる方式である。この結果、カムの回転抵抗が少ない・バルブリフト量が大きい・半球状に近い理想的なバルブ配置が可能となった。またシリンダー間は90°バンクとされたため一次振動を理論上0にする効果があるほか、単気筒エンジンのクランクシャフトに2本のコンロッドが付くスタイルで運動することから、2気筒でありながら単気筒並みのスリムなエンジン幅と高回転までのストレスない吹き上がりを実現した。
- 単気筒エンジンではピストンが上下する振動が発生するためこれを防ぐクランクシャフトにピストンと同じ重さになるように扇形のウエイトがつく。これがピストンが下に向う場合は上に回り、上に向かう場合は下に回る構造からピストンの上下振動を打ち消すが、ウエイトの回転により前後方向の振動が発生する。単気筒エンジンでは、この振動は無視もしくは一軸バランサーで低減させるが、本エンジンでは横方向振動を互いのピストンで吸収できる。このため、直列2気筒エンジンなどと比較しクランクシャフトが短縮でき、共振振動も抑制されるため高回転域で振動を大幅に改善する効果がある。
- 発売当初はレッドゾーンを越えても吹け上がりが衰えないために無理に回したユーザーが多く、結果サージングに拠るバルブコッター脱落でバルブやピストンを破損するトラブルが多発した。このためホンダは直後にレブリミッターを装備して対応した[要出典]。

吸気ポートは、1984年モデルからハイ・イナーシャポートと呼ばれる高慣性ポートが採用されており、混合気をストレートにシリンダーへ飛び込ませるためキャブレターの口金すぐ近くにまで整流フィンが伸び充填効率を高めた。このため、高回転で良く回りながら中低速でも扱いやすいという相反する特徴を実現した。
以上の点から、セッティング次第で低回転型のアメリカンから高回転型のスーパースポーツまで幅広く対応する柔軟性があり、水冷で振動が少なく余裕のある設計であることや各部品の高耐久性から、改良型となるMC15E型エンジンも含めて搭載車種を数多く発売。原型の発売から30年以上経た2017年まで後継モデルのVTRに燃料供給をPGM-FI電子式燃料噴射装置に変更し、自動車排出ガス規制にも対応した上で搭載された。

### 足回り
タイヤサイズは、フロントが100/90-16 54S、リヤが110/80-18 58H。共にチューブレスタイヤを装着する。
サスペンションは、フロントがテレスコピック、リヤがリンクによって非直線性を持たせたスイングアーム（中空プロリンク）である
ブレーキは、前輪がインボードタイプのデュアルピストンキャリパー式ベンチレーテッドシングルディスクブレーキ、後輪が機械式リーディングトレーリングである。
- 本モデルのブレーキローター素材は鋳鉄を使用している[注 4]。これは一般的にオートバイに採用されるステンレス製ローターよりも摩擦係数が大きいので軽いタッチで良好な制動力が得られるメリットから採用された。その半面で錆びやすいというデメリットがある。このためにインボード化されている。
- 構造としては前輪中央にドラムブレーキ状の構造があり、その外周に遠心式の冷却フィンが切られている。ベンチレーテッドディスクは車輪の中央の位置でドラム外周に固定され、キャリパーは車体左側のフロントサスのボトムケースと勘合するパネルに固定され、ディスクを内側から挟む構造となっている。
- 本ブレーキはCBX400にもアンチダイブ機構TRACを装備して装着された。大口径ベンチレーテッドディスクのため性能は充分であるものの外観がドラムブレーキに似ていることやレースなどで簡単にブレーキパッドを交換できない短所もある。

ホイールは、ブーメラン型スポーツコムスターホイールを装着する。

### 装備品
ジュラルミン製鍛造セパレートハンドル・電気式タコメーターを採用するほか、ヘッドライトはH4ハロゲンランプを搭載する。またハーフタイプのフェアリングを装備するが、法規上はメータバイザーである 。

## 型式別詳細

### MC08型
1982年5月25日発表、同年6月10日発売。通称初期型・VT250FC。
1983年6月14日発表、同月6月18日発売でフルフェアリング装備のVT250Fインテグラ（VT250F2D）を追加。
- 本モデルはプッシュキャンセル式ウインカースイッチを採用する。

1984年2月10日発表、同月11日発売で型式名はそのままに通称2型（VT250FE）へのフルモデルチェンジを実施。以下は主な変更点。
- コンピューター解析により軽量・高剛性を追求した角型断面のダブルクレードルフレームに変更し剛性を向上。
- エンジンパーツの徹底した軽量化ならびにハイ・イナーシャポート（高慣性吸気ポート）採用などにより最高出力40ps/12,500rpm・最大トルク2.3kgf・m/11,000rpmに向上。
- 燃料タンク容量を12Lから14Lへ増量。
- 新設計の軽量・ブーメラン型アルミスポーツコムスターホイールを採用。リヤタイヤサイズを110/90-17 60Sへ変更。
- ハーフカウルを車体側取付のボディマウント式へ変更。

1984年9月13日発表、同月14日発売でVT250Fからカウリングを取り外し、丸型ヘッドライトを装着するネイキッドモデルのVT250Zを追加。
1985年3月28日発表、同年4月15日発売でVT250シリーズ軽二輪車初の販売累計10万台達成記念として、2種類の特別仕様車を限定発売。
・新デザインのインナーポケット付フルフェアリングの採用や制動時の車体の沈み込みを緩和させるブレーキトルク応答型アンチダイブ機構(TRAC)
・前輪アウトボードダブルディスクブレーキを採用している。
VT250Fインテグラウイングスペシャル（VT250F2F）
FEをフルカウル化したモデル。フロントブレーキをインボードシングルから通常のダブルディスクに変更し、ブレーキトルク応答型アンチダイブ(TRAC)を装備する。カラーリングは白黒赤。販売予定台数は年間5,000台。
VT250Fリミテッド
白黒黄のカラーリングの5,000台限定。同年はプロ野球阪神タイガースがリーグならびに日本シリーズで優勝したこともあり、後に阪神カラーとも呼ばれた。

### MC15型

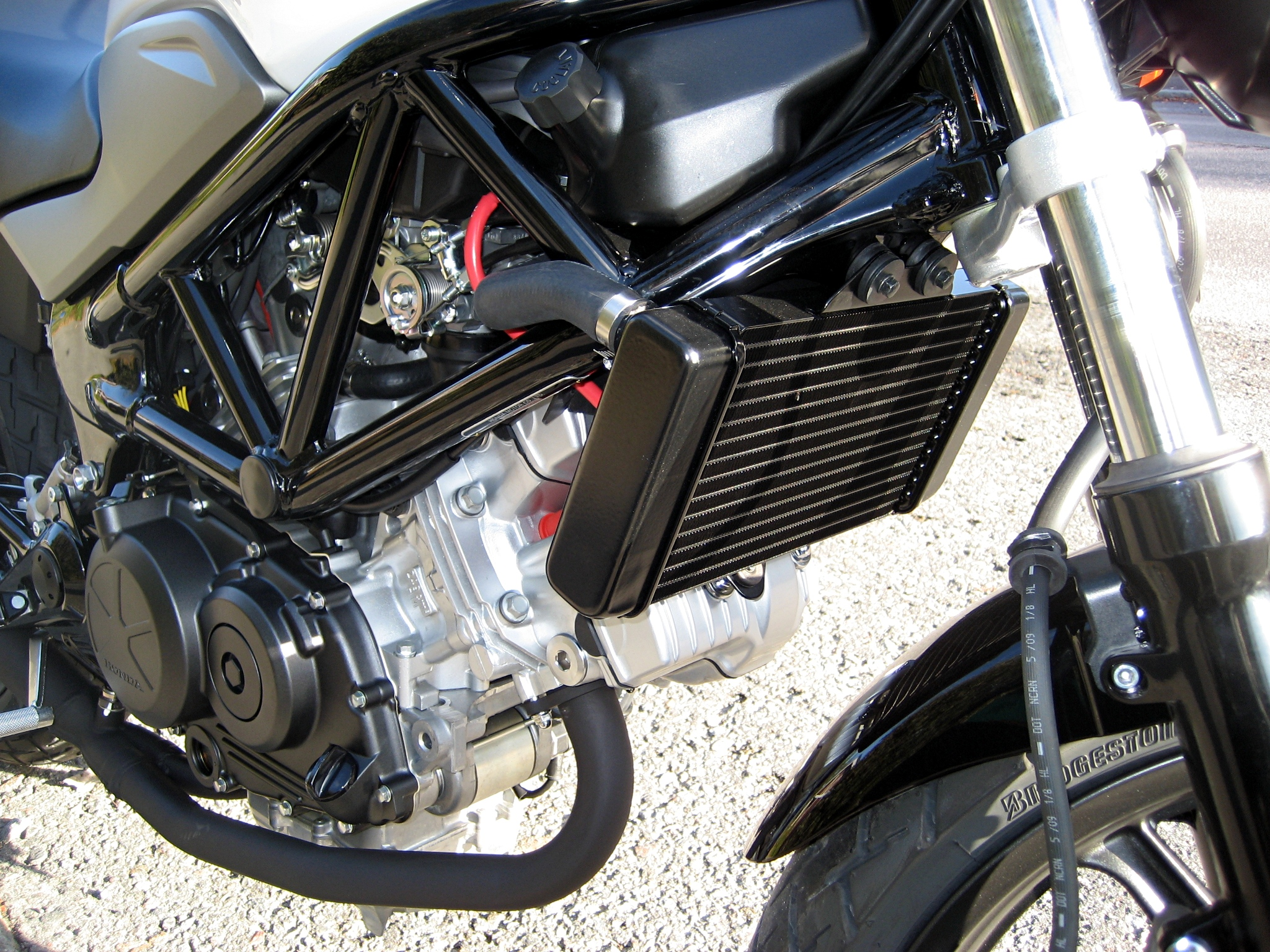
MC15E型エンジン

1986年4月9日発表、同月23日発売。通称3型（VT250FG）。型式名MC15。エンジン型式も以下の大幅な設計変更を実施したためMC15E型となった。
- シリンダー行程を0.1mm伸ばして排気量が1cc拡大され249ccに変更。
- クラッチを油圧式から一般的なワイヤー式に変更。
- メカニカルノイズ減少の観点からカムチェーンをサイレントチェーンに変更し同時にカムチェーンガイドを装着。
- 最高出力43ps/12,500rpm・最大トルク2.5kgf・m/10,500rpmに向上。

また以下の設計変更も実施された。
- フレームをダブルクレードル型からダイヤモンド型に変更。
- リヤタイヤを120/80-17 61Sへサイズアップ。
- マフラーを左右2本出しから右側1本出しに変更。
- シート高を745mmへ低下。
- 外装デザインを角から丸みを帯びたタイプへ変化し、アンダーカウルを標準装備化。

さらに同年5月16日には、同月31日から車体色にパールカラーを追加するとともに同月17日からスペシャルエディションを2,000台限定で発売することを発表した。
1987年1月28日発表、同月29日発売でフロントブレーキをインボードから通常のダブルディスクに変更したモデル（VT250F2H）を追加。
同年3月27日発表、同年4月15日発売でVT250Zの後継という位置付けでフロントホイールサイズを17インチ化したネイキッドモデルのVTZ250を追加。
VT250Fは1988年中に後述するMC20型へモデルチェンジで生産中止となったが、VTZ250は同年6月に出力特性を最高出力40ps/12,000rpm・最大トルク2.6kgf・m/11,000rpmへ変更するマイナーチェンジを実施し、1989年まで生産された。

### MC20型

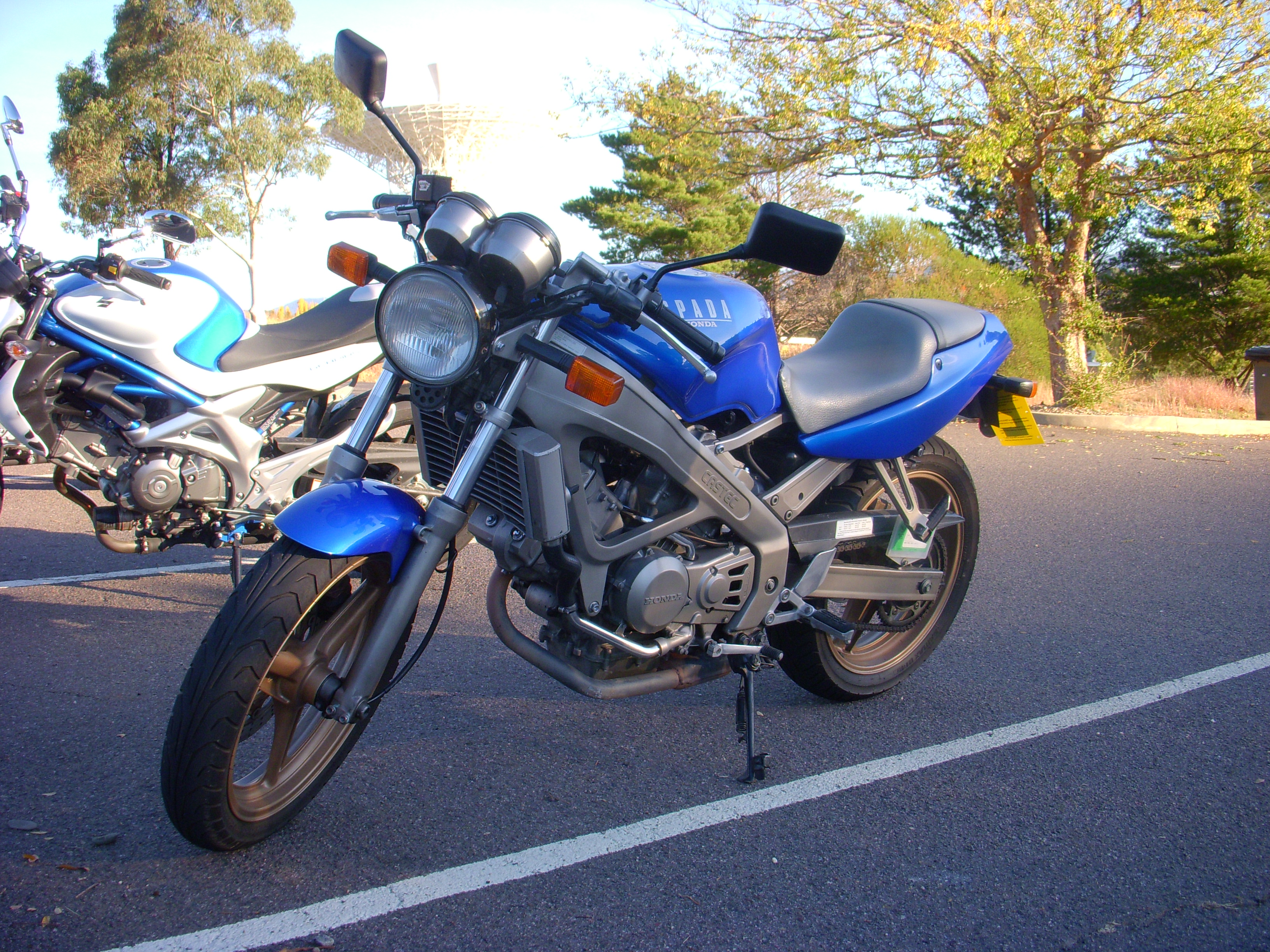
VT250 SPADA（MC20）

1988年11月7日発表、同年12月6日発売。車名VT250 SPADA（スパーダ VT250J）。
MC15型エンジンを、VTZ250の1988年モデルと同じスペックとした中低速寄りのトルク型へ変更。軽量高剛性なアルミキャストフレーム（CASTEC）に搭載したネイキッドモデルである。シリーズ最軽量の車両重量153kgに加え、リヤタイヤを140/70-17 66Sへワイド化・リヤブレーキをディスクブレーキ化などを実施した。
シリーズ最強と評判の為、近年レースに参戦する車両が非常に多く見られる。
アイルトン・セナがイメージキャラクターに起用された。

### MC25型
1991年10月11日発表、同月28日発売。車名XELVIS（ゼルビス VT250FN）。ツアラーとしての機能を重視したモデルで、大きめの前面風防や各種収納装備などツーリングを中心にした使用を念頭におき開発された。このためエンジン特性はMC20型以上に中低速トルクを重視した最高出力36ps/11,500rpm・最大トルク2.6kgf・m/8,500rpmへ変更した。
1992年2月25日にカラーリングを従来からのグラニットブルーメタリックとキャンディグローリーレッドの2色にカラコルム・グレーメタリックとヴォーテクス・パープルメタリックを追加するマイナーチェンジを実施。
その後は後述するMC33型が発売されるまで生産されたが、車両重量172kgとフラットなエンジン特性など機構的な魅力が薄く、当時の評価は決して高くなく販売台数も少数である。しかし2000年代になると、16L燃料タンク・7Lシート下収納スペース・合計10個の荷掛けフックなどの頑丈で実用性に富んだ思想がコアな支持層から評価された。

### MC33型
1997年11月28日発表、1998年1月16日発売。車名はVTR。モデルチェンジを繰り返しながら生産されていたが2017年に生産終了となった。

## 関連車種
VTの車名を使用するその他の車種
- VT125シャドウ - 輸出仕様のクルーザーモデル
- VT400・VT500・VT1100 CUSTOM - NVシリーズの輸出仕様車
- VT400S・VT750S - シャドウシリーズの派生車種
- VT1300CR・VT1300CS・VT1300CX
- VTR - 事実上の後継車
- VTR1000F
- VTR1000 SP-1/2
- VTX - 2001年発売 排気量1,744ccのクルーザーモデル